# Heinrich-Greif-Preis

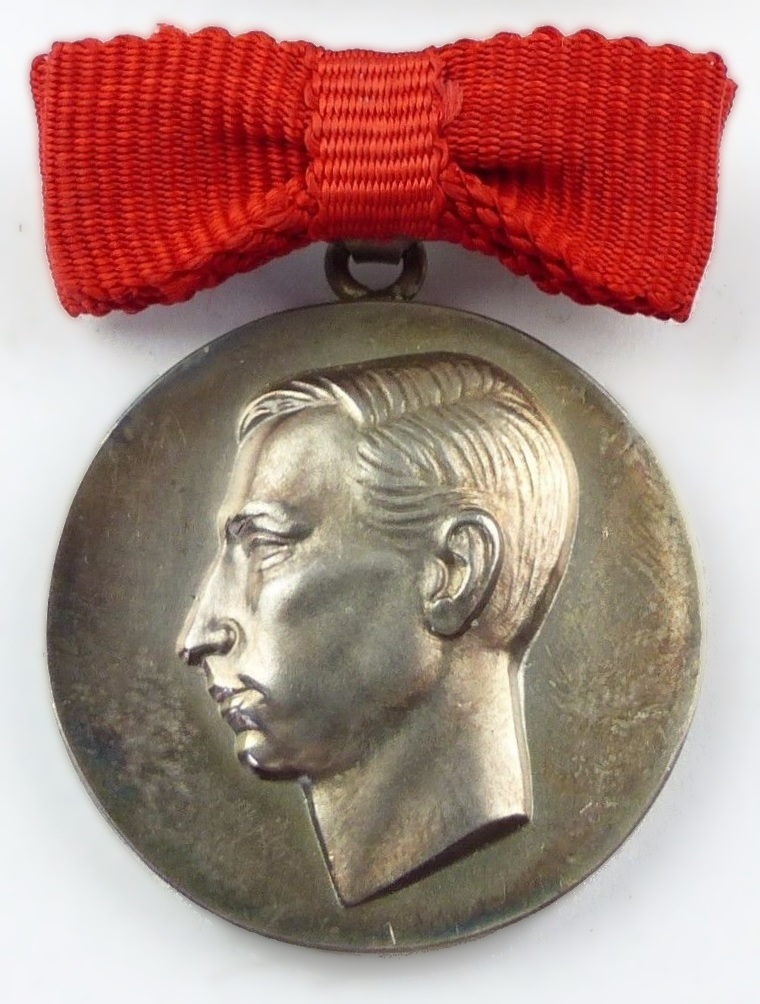
Medaille für Träger des Heinrich-Greif-Preises (Avers)

Der Heinrich-Greif-Preis war die einzige staatliche Auszeichnung für Film und Fernsehen in der DDR. Sie wurde von 1951 bis 1989 vergeben.

## Beschreibung
Der Heinrich-Greif-Preis wurde am 17. Mai 1951 geschaffen, anlässlich der Lizenz für die Herstellung von Filmen fünf Jahre zuvor durch die Sowjetische Militäradministration. Er wurde zum „Gedächtnis an den antifaschistischen Filmkünstler“ Heinrich Greif benannt und sollte „hervorragende Leistungen der sozialistisch-realistischen Film- und Fernsehkunst der DDR“ würdigen.
Die erste Verleihung erfolgte am 25. Mai 1951 durch den Stellvertretenden Ministerpräsidenten Hans Loch auf der Festveranstaltung zum DEFA-Jubiläum in der Staatsoper Berlin. Der Preis wurde zunächst nur für „Kollektive“ verliehen, erst ab 1959 auch für Einzelleistungen. Die Preisverleihungen fanden danach zu wechselnden Terminen statt, ab 1977 dann regelmäßig um den 11. März – dem Geburtstag Heinrich Greifs.
Geehrt wurden vor allem verantwortliche Leiter und Redaktionen der verschiedenen DEFA-Studios und beim Fernsehen, außerdem einzelne Kollektive für besonders gelungene Filme (nach Einschätzung der Preisverleiher). Die Reihe der Preisträger des Heinrich-Greif-Preises bilden ein Who is who der Verantwortlichen in Film- und Fernsehstrukturen der DDR. Verhältnismäßig selten waren dagegen Schauspieler vertreten, auch einige bekanntere Regisseure erhielten nie den Preis.
Die letzte Preisverleihung erfolgte im Jahr 1989.

## Medaille für Preisträger
Die Medaille mit 30 Millimeter Durchmesser zeigt auf der Vorderseite das Porträts des Filmkünstlers Heinrich Greif in Seitenansicht. Bis 1973 war sie aus Silber. Sie wurde bis 1983 in drei Klassen verliehen, mit einer Geldprämie von 10.000 Mark (III. Klasse), 15.000 Mark (II. Klasse) und 20.000 Mark (I. Klasse) verliehen.
Einige Medaillen sind jetzt im Kunsthandel erhältlich.

## Preisträger (Auswahl)
Die Preise wurden für Kollektive eines Filmes oder einer Serie sowie für eine Redaktion oder Einzelpersonen für langjährige Tätigkeiten verliehen.

### 1951–1979 (Auswahl)
- 1951
  - I. Klasse: für die Produktion der Kino-Wochenschau Der Augenzeuge, Kollektiv, mit Günther Klein (Chefredakteur), Günter Althaus (Produktionsleiter), Max Jaap (Regisseur), Ella Ensink (Schnittmeisterin), Heinrich Reusch (Tonmeister), Erich Nitzschmann, Ewald Krause, Harry Bremer, Fritz Rudolph (Kameramänner) sowie Kurt Schwabe (Oberbeleuchter).

- - II. Klasse: Kollektiv des Dokumentarfilms Der Weg nach oben, mit Andrew Thorndike (Regisseur), Karl-Eduard von Schnitzler (Autor) und Karl Gass (Regisseur), verliehen.
  - Preis III. Klasse wurde für die hervorragende Gestaltung populärwissenschaftlicher Kurzfilme an Fritz Wünsch (Regisseur), Erich Aurich (Trickkameramann), Jürgen Schweinitz (Kameramann) und Kurt Mahnke (Trickzeichner).
- 1955: Günther Simon (Schauspieler)
- 1956: Hans-Hendrik Wehding (Komponist)
- 1958: Annelie Thorndike und Andrew Thorndike (Dokumentarfilmer) für Unternehmen Teutonenschwert[3]
- 1959: Heiner Carow (Regisseur)
- 1960: Martin Hellberg (Regisseur, Schauspieler)[4]
- 1961: Frank Beyer (Regisseur)
- 1962: Manfred Krug (Schauspieler)
- 1962: Günter Prodöhl (Drehbuchautor), Bruno Carstens, Alexander Papendiek und Horst Torka (Schauspieler), als Kollektiv für Blaulicht
- 1964: Herbert Köfer (Schauspieler)
- 1966: Günther Rücker (Regisseur, Dramatiker)
- 1966: Job von Witzleben (NVA-Oberst)
- 1967: Heiner Carow (Regisseur)
- 1969: Wassili Borissowitsch Liwanow (Regisseur, Autor)
- 1971: Lothar Warneke (Regisseur) für Dr. med. Sommer II
- 1971: Ulrich Plenzdorf (Drehbuchautor, Dramaturg)
- 1971: Lothar Warneke (Regisseur) für Die Beunruhigung
- 1973: Kurt Jung-Alsen (Regisseur)

- 1975 
  - I. Klasse: Manfred Freitag und Joachim Nestler, Autoren des DEFA-Studios für Spielfilme
  - I. Klasse Kollektiv der Fernseh-Serie Außenseiter-Spitzenreiter.
- 1976 
  - I. Klasse: Wolfgang Bartsch (Regisseur); Kurt Eifert (Autor); Franz Thoms (Kameramann); Richard Ritterbusch (Autor); Irmgard Ritterbusch (Hauptdramaturgin), Dokumentarfilm Wilhelm Pieck – Sohn des Volkes
  - II. Klasse: Rolf Losansky (Regisseur); Günter Mehnert (Autor); Gudrun Deubner (Dramaturgin); DEFA-Jugendfilm Verdammt, ich bin erwachsen
  - II. Klasse Manfred Wekwerth (Regisseur); Alfred Nehring (Dramaturg); Roland Dressel (Kameramann); Renate Richter (Schauspielerin), Fernsehfilm Die unheilige Sophia.
- 1977
  - I. Klasse: Joachim Kunert, Regisseur, für Literaturverfilmungen Die Toten bleiben jung, Die große Reise der Agathe Schweigert und Schilfrohr.
  - II. Klasse: Harald Thiemann, Textautor
  - II. Klasse: Margot Spielvogel, Regisseurin des DEFA-Studios für Synchronisation
  - II. Klasse: Lotte Loebinger, Schauspielerin
  - II. Klasse: Kurt Zander, Leiter der Musikabteilung des DEFA-Studios für Dokumentarfilme
- 1978:
  - I. Klasse: Roland Gräf (Regisseur); Hannes Hüttner (Autor), für den DEFA-Spielfilm Die Flucht
  - II. Klasse: Günter Rätz (Regisseur); Gerd Mackensen (Grafiker); Helmut May (Kameramann); für den Zeichentrickfilm Leben und Taten des berühmten Ritters Schapphahnski
  - II. Klasse: Rainer Bär, (Fernsehregisseur); Manfred Dorschan (Dramaturg), Gegenwartsdramatik im Fernsehen
  - III. Klasse: Erwin Burkert, Fernsehjournalist
  - III. Klasse: Ulrich Kasten (Regisseur); Fred Gehler (Autor); Imke Gerber (Schnittmeisterin) in Heinrich-Greif-Filme  des Fernsehens
- 1979
  - I. Klasse: Günter Reisch, (Regisseur); Karl-Georg Egel, (Autor); Ulrich Thein, (Hauptdarsteller), für DEFA-Spielfilm Anton der Zauberer
  - II. Klasse: Renate und Dagobert Loewenberg, Manfred Kretschmann und Hans Andersohn, in der „Aktuellen Kamera“
  - II. Klasse: Volker Koepp, Wolfgang Geier, Christian Lehmann, im DEFA-Studio für Dokumentarfilme
  - III. Klasse: Maxi Haupt, Fernsehjournalistin; besonders Reportagen „Ein Leben im Rollstuhl“ und „Zu früh erwachsen?“;
  - III. Klasse: Dieter Wolf, Dramaturg

### 1980–1989
- 1980
  - I. Klasse: Helmut Baierl (Drehbuchautor); Ralf Kirsten (Regisseur); Jürgen Brauer (Kameramann); Harry Leupold (Szenenbildner); Uwe Kockisch (Hauptdarsteller) für den Spielfilm Lachtauben weinen nicht
  - II. Klasse: Wolfgang Stemmler, Axel Kaspar, Kurt Seehafer, Fernseh-Chefredaktion „Publizistik“
  - III. Klasse: Uwe Belz (Dokumentarfilme); Henry Riedel (Klassische Konzertaufnahmen)
- 1981
  - I. Klasse: Jurij Kramer (Regisseur); Manfred Dorschan (Dramaturg); Alexander Lang, Kurt Böwe und Hans Teuscher, (Darsteller); Fritz Ritschel (Kameramann), für TV-Film Eine Anzeige in der Zeitung
  - II. Klasse: Johanna Simeth (Synchronregisseurin); Wolfgang Krüger (Textautor), DEFA-Studio für Synchronisation
  - II. Klasse: Traute Kleberg-Wischnewski, (Chefschnittmeisterin); Horst Donth (Cheftrick- und Realfilmkameramann); Walter Martsch (Chefgrafiker), Studio H & S (Heynowski & Scheumann), für Dokumentarfilme über Chile und Vietnam
  - III. Klasse: Horst Knietzsch (Filmkritiker); Michael Rakow (TVFernseh-Regisseur)
- 1982:
  - I. Klasse: Helmut Dziuba (Regisseur); Hans-Albert Pederzani (Autor); Helmut Bergmann (Kameramann); Harry Leupold (Szenenbildner), für Kinderfilm Als Unku Edes Freundin war
  - II. Klasse: Günter Herlt, Walter Heinz, Gisela Schulz, Brigitte Funk, Fernseh-Reihe Alltag im Westen
  - III. Klasse: Günter Meyer (Regisseur); Michael Lösche (Kameramann), Kinderfilme im DEFA-Studio für Dokumentarfilme
  - III. Klasse: Anne Pfeuffer, Dramaturgin

- 1983
  - I. Klasse: Lothar Warneke (Regisseur); Helga Schubert (Autorin); Thomas Plenert (Kameramann); Christine Schorn (Hauptdarstellerin), für DEFA-Spielfilm Die Beunruhigung
  - II. Klasse: Ursula Bonhoff, Joachim Kunert, Manfred Mosblech, Wolf-Dieter Panse, Regisseure der Fernseh-Serie Berühmte Ärzte der Charité
  - III. Klasse: Rosemarie Rehahn (Filmkritikerin), Arno Wolf (Synchronregisseur)
- 1984

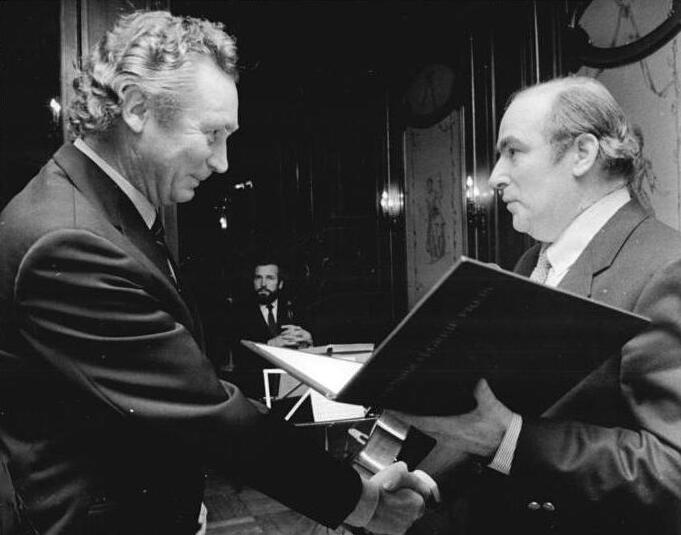
Verleihung des Preises im Jahr 1984: Horst Pehnert übergibt den Preis an Frank Beyer

- - Frank Beyer (Regisseur), Wolfgang Kohlhaase (Drehbuchautor), Sylvester Groth (Schauspieler), für DEFA-Spielfilm Der Aufenthalt
  - Karl Gass, Uwe Zeising, für DEFA-Dokumentarfilm „Zwei Tage im August“.
  - Otto Dienelt, Manfred Vieweg, Wolfgang Hupe, Irene Franz, Achim Lubnau, Heinz Göttlicher, Fernseh-Redaktion „Umschau – Aus Wissenschaft und Technik“
  - Hans Müncheberg (Dramaturg, Szenarist, Drehbuchautor von Fernsehfilmen)
- 1985:
  - Willi Schwabe, Hans Rutsch, Ingrid Fausak, Heiner Strietzel, Fernsehsendung Willi Schwabes Rumpelkammer
  - Christa Wiemer, Walter Rehn, Katharina Benkert, DEFA-Studio für Trickfilme
  - Evelyn Carow (Schnittmeisterin)
  - Doris Borkmann (Regieassistentin)
  - Hans Poppe (Szenenbildner)
  - Werner Heydn (Kameramann)

- 1986:
  - Rainer Simon (Regisseur); Roland Dressel (Kameramann); für Spielfilm Die Frau und der Fremde;
  - Eduard Schreiber (Regisseur); Richard Ritterbusch (Dramaturg), für Dokumentarfilme Wissen Sie nicht, wo Herr Kisch ist?, und  Radnoti
  - Christel Gass (Schnittmeisterin)
  - Wolfgang Schwarze, Dramaturg und Mitautor von Dokumentarfilmen
  - Hans Grümmer, Chefdramaturg im DEFA-Studio für Trickfilme
  - Wolfgang Thal, Synchronregisseur, vor allem für sowjetischen Film Ohne Zeugen
  - Hans-Joachim Kasprzik, Fernsehregisseur, vor allem für Sachsens Glanz und Preußens Gloria.

- 1987
  - Jürgen Brauer, Kameramann im DEFA-Studio für Spielfilme
  - Andreas Scheinert, Hauptdramaturg im DEFA - Studio für Spielfilme
  - Alfons Machalz, Regisseur; Klaus Schulze, Kameramann; im DEFA - Studio für Dokumentarfilme
  - Sieglinde Hamacher, Regisseurin im DEFA-Studio für Trickfilme
  - Harald Thiemann, Textautor im DEFA-Studio für Synchronisation
  - Walter Heinz (Autor); Gisela Schulz (Schnittmeisterin); Antje Geyer (Redakteurin); Brigitte Funk (Schnittmeisterin); Kurt Amling (Kameramann); Liselotte Feldtmann (Produktionsleiterin), Fernsehredaktion Außenpolitische Publizistik

- 1988
  - Thomas Kuschel, Regisseur, Peter Milinski, Kameramann des DEFA-Studios für Dokumentarfilme
  - Detlef Schrader, Bernd Langnickel, Carla Kalkbrenner, Gabriele Conrad, Klaus Reichelt, Ute Geisler, Fernseh-Chefredaktion Kulturpolitik
  - Christel Gräf, Dramaturgin des DEFA-Studios für Spielfilme,
  - Erich Günther, Kameramann des DEFA-Studios für Spielfilme
  - Horst Schappe, Synchronregisseur des DEFA-Studios für Spielfilme
  - Klaus Wischnewski, Filmkritiker und Dramaturg

- 1989
  - Peter Rocha, Regisseur; Irmgard Ritterbusch, Dramaturgin; Karl Farber, Kameramann, DEFA-Studio für Dokumentarfilme
  - Gunter Friedrich, Fernsehregisseur von Kinderfilmen
  - Gunter Haubold, Kameramann im DEFA-Studio für Spielfilme,
  - Paul Lehmann, Filmszenenbildner im DEFA-Studio für Spielfilme
  - Manfred Lichtenstein, stellvertretender Direktor des Staatliches Filmarchivs der DDR
  - Horst Mempel, Redakteur beim Fernsehen der DDR
  - Monika Schindler, Schnittmeisterin im DEFA-Studio für Spielfilme